# Mathieu Turgeon
Mathieu Turgeon (n. 2 august 1979, Pointe-Claire⁠(d), provincia Québec, Canada) este un sportiv ce a reprezentat Canada, medaliat olimpic. A participat la 2 ediții ale Jocurilor Olimpice (2000, 2004) în care a câștigat o medalie de bronz.